# Wege zu Kraft und Schönheit

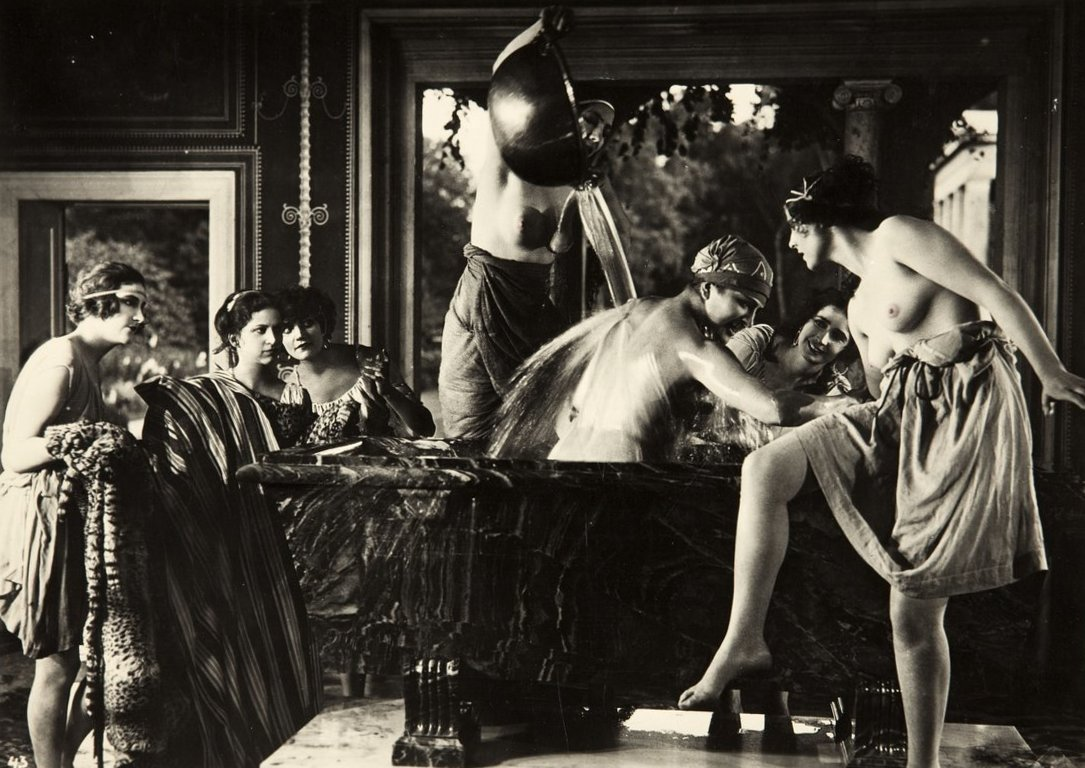
Szene aus Wege zu Kraft und Schönheit, mit Leni Riefenstahl (rechts)

Wege zu Kraft und Schönheit ist ein deutscher Kulturfilm von Wilhelm Prager, der zuerst am 16. März 1925 und in einer überarbeiteten Fassung am 11. Juni 1926 im Ufa-Palast am Zoo in Berlin uraufgeführt wurde. Er gilt als einer der bedeutendsten Dokumentarfilme der Weimarer Republik.

## Handlung
Der in der Kulturabteilung der UFA konzipierte abendfüllende Stummfilm zeigt Sport-, Gymnastik- und Tanzvorführungen, aber auch die römische Badekultur, um neben der intellektuellen Bildung auch die körperliche Ertüchtigung nach dem Vorbild der antiken Gymnasien und die Körperpflege zu demonstrieren. Die Körperertüchtigung in freier Natur sollte insbesondere zur Prävention der durch einseitig sitzende Berufstätigkeiten bedingten Haltungsschäden Erwachsener sowie der Gesundheitsförderung von Kindern dienen, war aber auch lebensreformerischer Gegenentwurf zu einem dekadenten Stadtleben mit Nervosität, Bewegungsmangel und Tabakkonsum sowie nationale Bewegung nach dem Vorbild Turnvater Jahns. Wissenschaftlicher Berater war Nicholas Kaufmann, der auch das Drehbuch schrieb. In Abgrenzung zum überkommenen Wehrsport wendet sich der Film etwa mit der Gymnastik nach Bess Mensendieck ausdrücklich auch an Frauen und zeigt sportliches Training in einer zivilen Funktion, etwa zur Selbstverteidigung oder das Rettungsschwimmen.
Ästhetisch inszeniert der Film den menschlichen Körper im Stil der Antike, indem er zahlreiche antike Szenarien nachstellt und zeigt ihn für die damalige Zeit außerordentlich freizügig: „Der nackte Mensch steht, wie es nicht anders sein kann, im Mittelpunkt dieses Films. Der nackte, nicht der ausgekleidete. Der ungezwungen und rhythmisch sich bewegende, dem die Gelöstheit der Glieder eine Selbstverständlichkeit ist, nicht der seines Körpers ungewohnte, der von den ihm verliehenen körperlichen Gaben keinen Gebrauch zu machen weiß.“ Studien in Zeitlupe veranschaulichen die muskuläre Wirkung einzelner Übungen und Bewegungsabläufe.
Der Film gliedert sich in sechs Teile mit den Titeln:
- Erster Teil: Die alten Griechen und die neue Zeit
- Zweiter Teil: Körpertraining um der Gesundheit willen: Hygienische Gymnastik
- Dritter Teil: Rhythmische Gymnastik
- Vierter Teil: Der Tanz
- Fünfter Teil: Sport
- Sechster Teil: Frische Luft, Sonne und Wasser

Im fünften Teil werden zahlreiche Sportler ihrer Zeit gezeigt, z. B.
- Hochsprung: Leroy Brown (USA), Olympische Spiele 1924 in Paris, 1,96 Meter
- Charlie Paddock, Amerikas bester Sprinter beim Training
- Houben (D) schlägt im 100-Meter-Lauf die Olympiasieger Paddock und Murchison (USA) sowie Porritt und Carr (Australien)
- H. H. Meyer, Amerikas bester Hürdenläufer
- Fechten: Die Nadis aus Livorno, eine Familie von berühmten Fechtern
  - Aldo Nadi, der italienische Meister
  - Nedo Nadi, der Weltmeister, Gewinner der Olympischen Spiele in Stockholm 1912 und Antwerpen 1920

Im sechsten Teil „geben Staatsführer ein gutes Beispiel“ wie
- Arthur James Balfour beim Tennis und
- David Lloyd George beim Golfspiel, außerdem
- John D. Rockefeller mit 85 Jahren beim Golf
- die Norwegische Königsfamilie auf Skiern
- Benito Mussolini reitend (später herausgeschnitten) sowie
- der deutsche Dichter und Literaturnobelpreisträger Gerhart Hauptmann und seine Frau am Strand von Rapallo

## Rezeptionsgeschichte

### Zeitgenössische Rezeption
Als Ausdruck eines Körperbewusstseins, das seit 1900 unter anderem in Form der Freikörperkultur, der Lebensreformbewegung und des Naturismus allgemeine Popularität genoss, erreichte der Film in der Weimarer Republik ein Massenpublikum und wurde als „Werbefilm großen Stils“ rasch populär. Zeitgleich erschienen verschiedene pädagogische Ratgeber zum Thema Körperkultur.
Der Film wurde in zeitgenössischen Rezensionen überwiegend positiv aufgenommen, allenfalls als zu lang und in einigen Szenen kitschig bewertet. Insgesamt mache sich der Film um „die Bestrebungen einer zweckmäßigen Pflege und Ausbildung des Körpers“ in weiten Teilen der Bevölkerung, insbesondere der Frauen mit Bürotätigkeiten im expandierenden Dienstleistungssektor verdient. Er sei von „lauterer Grundstimmung“ und „mit feinem Takt weit entfernt, irgendwelche anstößigen Empfindungen wachzurufen“ oder allzu lehrhaft zu wirken.
Wegen seiner „entsittlichenden Gesamtwirkung“ vor allem auf Jugendliche durch eine „Verherrlichung von Nacktkultur und Nacktübungen“ beantragte die Bayerische Regierung, der sich die Regierungen Badens und Hessens angeschlossen hatten, den Widerruf der Zulassung zur öffentlichen Vorführung im Deutschen Reich, zumindest aber in Bayern und vor Jugendlichen. Der Antrag wurde von der Film-Oberprüfstelle abgelehnt, es mussten im Hinblick auf den Jugendschutz nur zwei Filmszenen „mit bloßer Zurschaustellung  nackter weiblicher Körperschönheit, die sich bis zur ‚Ausgezogenheit‘ steigert“ herausgeschnitten werden. Für den normal empfindenden erwachsenen Beschauer sei bei unbefangener Betrachtung des Bildstreifens insgesamt ein Anreiz in geschlechtlicher Hinsicht nicht gegeben.

### Moderne  Rezeption
Der Film Wege zu Kraft und Schönheit gilt in der Gegenwart als einer bedeutendsten Kulturfilme der Weimarer Republik, der als fast einziger eine Aufnahme in den filmhistorischen Kanon geschafft habe. Er propagiere eine Befreiung aus den Zwängen der Zivilisation mittels Bewegung und neuer Körperlichkeit.
Der Fernsehsender arte pries ihn als „Ein UFA-Kulturfilm par excellence, der den vollkommenen Körper als Gegenstand kultischer Verehrung feiert.“
Das Lexikon des internationalen Films sieht allerdings auch eine  „Vergötzung“ des menschlichen Körpers als ideologischer Vorläufer des nationalsozialistischen Körperkultes, wie er nicht zuletzt in den späteren Propagandafilmen Leni Riefenstahls zelebriert wurde.  Die Anfangssequenzen der beiden Teile von deren Film Olympia (1936/38) seien geradezu „eine Kopie von Wege zu Kraft und Schönheit.“
Als historischer Dokumentarfilm über die Entstehung der rhythmischen Gymnastik als Massensport, die zu Beginn des 20. Jahrhunderts einen so grundlegenden Wandel des Bewegungsverhaltens markierte, dass sie Auslöser einer neuen Körperkultur mit teilweise irrationaler Vergötzung des Leibes wurde, stilisiere der Film in seiner ideologischen Tendenz die Leibesübungen als Weg zur rückwärtsgewandten Erneuerung der Menschheit; insofern sei er auch ein Indiz für den bereits in den 20er Jahren verankerten Rassenmythos der Nationalsozialisten und stelle „ein filmhistorisch interessantes Dokument“ dar.

## Sammelbilder

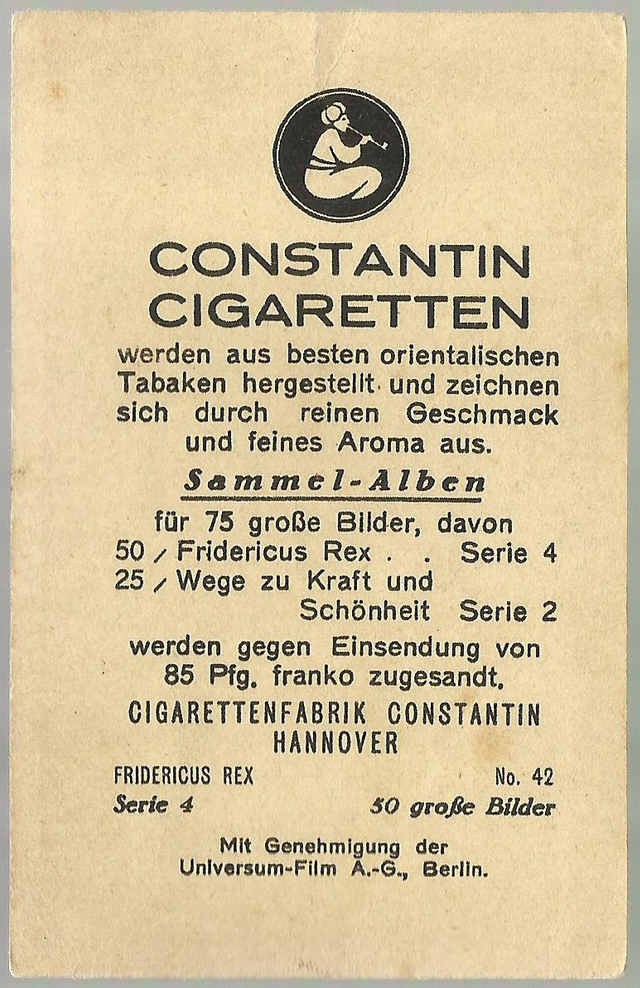
Revers des Zigarettenbildes Serie 4 Nummer 42 aus dem UFA-Film Fridericus Rex aus dem Doppel-Sammelalbum mit dem Film Wege zu Kraft und Schönheit (Serie 2);
Constantin Cigaretten, Cigarettenfabrik Constantin, um 1926

Die Cigarettenfabrik Constantin mit Sitz in Hannover gab um 1926 ein überwiegend illustriertes Doppel-Album heraus mit Zigarettenbildern zu den beiden UFA-Filmen Fridericus Rex und Wege zu Kraft und Schönheit. Besitzende Bibliothek ist das Deutsche Filminstitut mit Sitz in Frankfurt am Main.